# Lyndsay Pekin
Lyndsay Pekin (* 13. Juni 1986) ist eine australische Hürdenläuferin und Sprinterin.
2014 schied sie bei den Commonwealth Games in Glasgow über 400 m Hürden im Vorlauf aus und wurde beim Leichtathletik-Continentalcup in Marrakesch mit dem asiatisch-pazifischen Team Vierte in der 4-mal-400-Meter-Staffel.

## Persönliche Bestzeiten
- 400 m: 53,51 s, 28. März 2015, Brisbane
- 400 m Hürden: 57,11 s, 6. April 2014, Melbourne